# Send me an Angel (Vision Divine)
Send me an Angel es el segundo álbum de la banda de power metal Vision Divine.

## Canciones
1. Incipit
2. Send Me an Angel
3. Pain
4. Away From You'
5. Black & White
6. The Call
7. Taste of a Goodbye
8. Apocalypse Coming
9. Nemesis
10. Flame of Hate
11. Take on Me (cover de A-ha)

## Formación
- Fabio Lione - Voz
- Olaf Thorsen - Guitarra
- Mattia Stancioiu - Batería
- Andrea De Paoli - Teclado
- Andrea "Tower" Torricini - Bajo

- Datos: Q1401961